# Acilia Nord
Acilia Nord är Roms trettioandra zon och har beteckningen Z. XXXII. Zonen Acilia Nord bildades år 1961.

## Kyrkobyggnader
- San Francesco d'Assisi ad Acilia
- Santa Maria Regina dei Martiri in Via Ostiense
- San Maurizio Martire
- Santa Maria del Ponte e San Giuseppe
- Santi Cirillo e Metodio

## Arkeologiska lokaler
- Città latina di Ficana
- Villa di Dragoncello (sito G)
- Villa di Dragoncello (sito A)
- Villa di Dragoncello (sito F)
- Villa di Dragoncello

## Övrigt
- Parco Don Pietro Pappagallo
- Parco Donne Vittime del Femminicidio
- Parco Vittime del Razzismo
- Parco dei Pini
- Piazza Capelvenere
- Museo Agostinelli

## Kommunikationer
- Järnvägsstationerna Casal Bernocchi-Centro Giano och Acilia på linjen Roma-Lido